# Ayomide Folorunso
Ayomide Temilade Oluwatoyosi Folorunso (* 17. Oktober 1996 in Abeokuta) ist eine italienische Leichtathletin nigerianischer Herkunft, die sich auf den 400-Meter-Hürdenlauf spezialisiert hat und über diese Distanz aktuell Inhaberin des Landesrekordes ist.

## Sportliche Laufbahn
Erste internationale Erfahrungen sammelte Ayomide Folorunso bei den Juniorenweltmeisterschaften 2014 in Eugene, bei denen sie mit 58,34 s den siebten Platz belegte. Im Jahr darauf gewann sie bei den Junioreneuropameisterschaften 2015 im schwedischen Eskilstuna in 58,44 s die Bronzemedaille im Hürdenlauf sowie in 3:37,45 min die Silbermedaille mit der italienischen 4-mal-400-Meter-Staffel. Damit erhielt sie mit der Staffel einen Startplatz für die Weltmeisterschaften in Peking, bei denen sie aber mit 3:27,07 min im Vorlauf ausschied. 2016 nahm sie an den Europameisterschaften in Amsterdam teil und wurde dort in 55,50 s Vierte. Sie qualifizierte sich damit auch für die Olympischen Spiele in Rio de Janeiro, bei denen sie bis ins Halbfinale gelangte und dort mit 56,37 s ausschied. Zudem erreichte sie mit der italienischen Stafette in 3:27,05 min im Finale Rang sechs.
2017 nahm sie mit der Staffel an den Halleneuropameisterschaften in Belgrad teil und verpasste mit der italienischen Staffel in 3:32,87 min nur knapp eine Medaille. Bei den U23-Europameisterschaften im polnischen Bydgoszcz gewann sie in 55,82 s die Goldmedaille im Einzelbewerb und belegte mit der italienischen Staffel in 3:33,31 min den fünften Platz. Anschließend erreichte sie bei den Weltmeisterschaften in London das Halbfinale, in dem sie mit 56,47 s ausschied. Auch mit der Staffel konnte sie sich mit 3:27,81 min nicht für das Finale qualifizieren. Zwei Wochen darauf siegte sie in 55,63 s bei der Sommer-Universiade in Taipeh und konnte den Finallauf mit der 4-mal-100-Meter-Staffel nicht beenden. 2018 nahm sie im 400-Meter-Lauf an den Hallenweltmeisterschaften in Birmingham teil und schied dort mit 53,24 s in der ersten Runde aus. Zudem klassierte sie sich mit der Staffel in 3:31,55 min auf dem fünften Platz. Ende Juni siegte sie mit der italienischen Stafette in 3:28,08 min bei den Mittelmeerspielen in Tarragona und gewann in 55,44 s die Silbermedaille hinter ihrer Landsfrau Yadisleidy Pedroso. Anschließend nahm sie erneut an den Europameisterschaften in Berlin teil und schied dort mit 55,69 s im Halbfinale aus. Zudem wurde sie mit der Staffel in 3:28,62 min Fünfte.
2019 gewann sie bei den Halleneuropameisterschaften in Glasgow mit der Staffel in 3:31,90 min die Bronzemedaille hinter Polen und dem Vereinigten Königreich. Zudem erreichte sie im Einzelbewerb über 400 Meter das Halbfinale, in dem sie mit 57,96 s ausschied. Anschließend gelangte sie mit der italienischen Stafette bei den World Relays in Yokohama in 3:27,74 min ebenfalls auf den dritten Platz. Im Juli verteidigte sie bei den Studentenweltspielen im heimischen Neapel ihren Titel und verbesserte dort ihre Bestleistung auf 54,75 s. Im Herbst gelangte sie bei den Weltmeisterschaften in Doha bis in das Halbfinale, in dem sie mit 55,36 s ausschied, während sie im Staffelbewerb mit 3:27,57 min den Finaleinzug verpasste. Bei den World Athletics Relays im polnischen Chorzów wurde sie in 3:32,69 min Fünfte mit der 4-mal-400-Meter-Staffel. 2022 erreichte sie bei den Weltmeisterschaften in Eugene das Halbfinale und schied dort mit neuem Landesrekord von 54,34 s aus. Zudem belegte sie mit der 4-mal-400-Meter-Staffel in 3:26,45 min im Finale den siebten Platz und auch in der Mixed-Staffel gelangte sie mit 3:16,45 min auf Rang sieben. Anschließend klassierte sie sich bei den Europameisterschaften in München mit 55,91 s auf dem siebten Platz über die Hürden. Im Jahr darauf gewann sie bei den Halleneuropameisterschaften in Istanbul in 3:28,61 min gemeinsam mit Alice Mangione, Anna Polinari und Eleonora Marchiando die Silbermedaille hinter dem niederländischen Team. Im Juni wurde sie bei der 1. Liga der Team-Europameisterschaft im Rahmen der Europaspiele in Chorzów in 54,79 s Zweite über 400 Meter Hürden und sicherte sich damit ligenübergreifend die Silbermedaille hinter der Deutschen Carolina Krafzik. Zudem wurde sie mit der Mixed-Staffel in 3:13,56 min Dritte im A-Lauf. Anschließend wurde sie bei der Athletissima in 55,12 s Dritte und siegte dann in 54,44 s beim P-T-S Meeting. Im August belegte sie bei den Weltmeisterschaften in Budapest mit 54,19 s im Finale den sechsten Platz und schied mit der Mixed-Staffel mit 3:14,56 min im Vorlauf aus. Zudem verhalf sie der Frauenstaffel zum Finaleinzug. 2024 schied sie bei den Hallenweltmeisterschaften in Glasgow mit 53,15 s in den Vorrunde über 400 Meter aus. Im Mai wurde sie bei den World Athletics Relays auf den Bahamas in 3:27,51 min Sechste in der Finalrunde über 4-mal 400 Meter und sicherte damit dem italienischen Team einen Startplatz bei den Olympischen Spielen in Paris. Anschließend belegte sie bei den Europameisterschaften in Rom in 55,20 s den fünften Platz über 400 Meter Hürden. Im August schied sie bei den Olympischen Sommerspielen in Paris mit 54,92 s im Halbfinale über 400 m Hürden aus.
In den Jahren 2016 und 2019 sowie 2020, 2022 und 2023 wurde Folorunso italienische Meisterin im 400-Meter-Hürdenlauf sowie 2016 und 2017 und 2020, 2023 und 2024 auch Hallenmeisterin über 400 Meter. Sie studierte an der Universität Parma.

## Persönliche Bestleistungen
- 400 Meter: 52,01 s, 28. Mai 2023 in Rehlingen-Siersburg
  - 400 Meter (Halle): 52,28 s, 19. Februar 2023 in Ancona
- 300 m Hürden: 39,03 s, 21. April 2018 in La Spezia
- 400 m Hürden: 53,89 s, 22. August 2023 in Budapest (italienischer Rekord)